# Imperial Bedrooms
Imperial Bedrooms è un romanzo scritto da Bret Easton Ellis nel 2010 ed è il sequel di Meno di zero, il bestseller debutto letterario di Ellis nel 1985, trasformato poi in un film nel 1987. Il romanzo riporta in vita i giovani autodistruttivi e disillusi di Meno di zero che entrano, ora, nella mezza età. Come per il primo romanzo di Ellis, il nome Imperial Bedrooms è preso dall'album Imperial Bedroom di Elvis Costello del 1982.

## Trama
Clay, uno sceneggiatore di 45 anni, racconta che uno scrittore ha adattato gli eventi accaduti in un Natale dei primi anni ottanta in un romanzo che, dopo poco, è stato trasformato in un film. Questo autore era innamorato di Blair, la fidanzata di Clay a quei tempi, e lo ha dipinto in modo diverso da come è veramente. La vicenda di Imperial Bedrooms ha inizio con il ritorno di Clay a Los Angeles, dopo un soggiorno di 4 anni a New York, per assistere al casting del suo nuovo film. In quella situazione, si ricongiunge con i suoi vecchi amici, le cui vicende erano state descritte in Meno di zero. Come Clay, sono tutti coinvolti nell'industria cinematografica. Il traditore Trent Burroughs, che ora è sposato con Blair, è un produttore, mentre il suo compagno di classe alla Camden, è diventato un famoso produttore. Julian Wells, che in Meno di zero era coinvolto nella prostituzione maschile, è diventato un lenone molto discreto per il lancio di attori emergenti. Clay cerca di intraprendere una relazione con Rain Turner, una giovane donna che si presenta ad una audizione per il suo nuovo film, adescandola con la promessa di una parte, pur sapendo che è troppo vecchia per quel ruolo. La narrazione implica che si è comportato nello stesso modo in passato con donne e uomini ed è uscito ferito da queste relazioni.
Clay viene a sapere che la sua vecchia conoscenza Rip Millar, ora sfigurato dalla chirurgia estetica, è più pericoloso che mai e, inoltre, ha una storia con la stessa attrice. Nel frattempo, Clay viene pedinato da uno sconosciuto e continua a sentire la notizia di un efferato omicidio ai danni di un giovane attore che conosceva; Clay guarda, disinteressato, il video su YouTube, attraverso il suo iPhone, dell'omicidio e, più tardi, lo attribuirà a Rip. Quando Clay scopre che il suo amico Julian è il fidanzato di Rain, aiuta Rip ad ucciderlo. Il romanzo procede con delle sequenze di molestie sessuali e violenza a danno di un ragazzo e una ragazza da parte di Clay. L'uomo non si sente in colpa per la morte di Julian e per aver sfruttato Rain e al funerale dell'uomo ucciso, la sua ex-fidanzata Blair si rivela essere colei che aveva assunto delle persone per pedinare Clay, nella speranza di ritrovare il Clay che aveva amato da teenager.

## Edizioni
- Bret Easton Ellis, Imperial Bedrooms, Einaudi, 2010, ISBN 978-88-06-20525-6.